# Tumuliweg

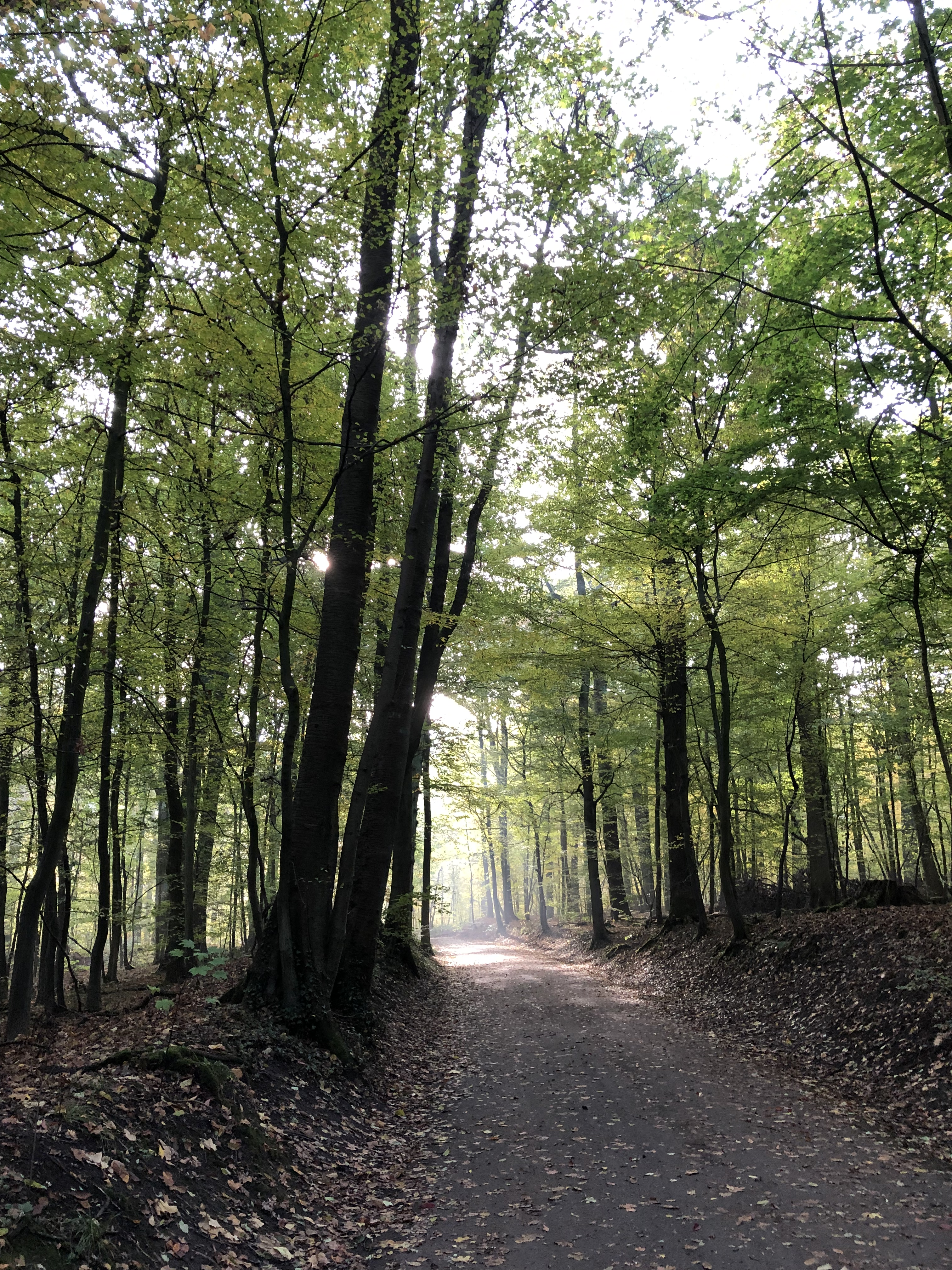
Tumuliweg

De Tumuliweg is in het Zoniënwoud een weg in de Brusselse gemeente Watermaal-Bosvoorde en de aansluitende gemeente Hoeilaart in de Brusselse zuidrand. Ze vertrekt als verlengde van de Tumulidreef in Watermaal-Bosvoorde zuidwaarts en doorkruist daarbij de Verdronken Kinderendreef, Tweebergenweg, de Sint-Hubertusdreef en verschillende keren de Graafdreef tot ze in Hoeilaart bij de hippodroom van Groenendaal eindigt op de Duboislaan. Ze passeert aan het kruispunt met de Tweebergenweg twee Gallo-Romeinse grafheuvels, ook bekend als de tumuli van het Zoniënwoud. In het Frans wordt ze Chemin des Tumuli genoemd.